# Menteur (jeu)
Pour les articles homonymes, voir Menteur.
Le menteur (appelé aussi la marmite) est un jeu de cartes de défausse et de bluff. Le but est de se débarrasser de toutes ses cartes.
Il existe de nombreuses variantes internationales de ce jeu.

## Principe du jeu
Le jeu se joue avec un jeu de 32 ou 52 cartes.
On distribue les cartes une par une de façon que chacun des joueurs ait le même nombre de cartes. S'il reste des cartes, elles ne sont pas utilisées.
Le donneur pose une de ses cartes (ou une des cartes qui n'ont pas été distribuées) face visible et annonce sa couleur (pique, cœur, carreau ou trèfle). Le joueur suivant pose une carte face cachée et annonce la couleur demandée. Cette annonce peut être fausse. Le joueur suivant doit faire de même et poser à son tour une carte face cachée. Avant que la carte ne soit couverte, n'importe quel des joueurs peut dire : « menteur » ou « tu mens ». Alors la dernière carte est retournée. Si le joueur qui a posé la carte a menti, il doit prendre toutes les cartes posées. S'il n'a pas menti, c'est celui qui a dit  « Menteur » qui prend les cartes du tas.
Le gagnant est celui qui n'a plus de cartes.